# Potlatch

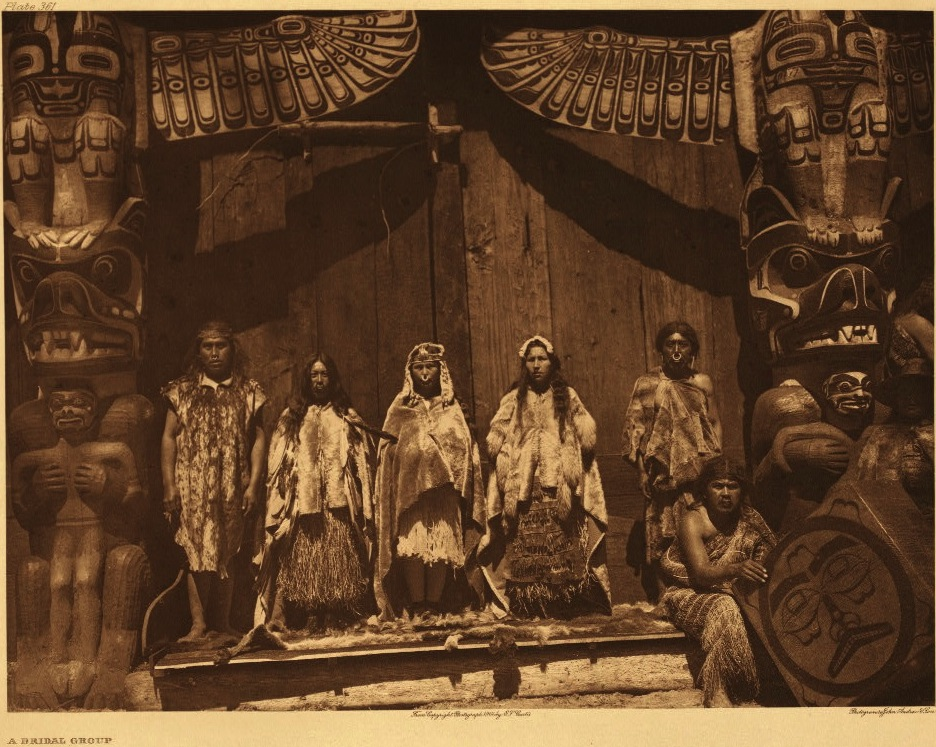
Foto von Edward Curtis eines Kwakwaka'wakw-Potlatches mit Tänzern und Sängern

Ein Potlatch (auch Potlach oder Potlatsch) ist ein Fest der amerikanischen Indigenen der nordwestlichen Pazifikküste. Bei diesem Fest werden in ritueller Weise Geschenke verteilt oder ausgetauscht. Je wertvoller und erlesener die gereichten Gaben ausfallen, als desto bedeutender gilt die Position und Abstammung dessen, der die Geschenke vergeben hat. Je größer und bedeutender das Geschenk ist, desto bedeutender und größer muss das Gegengeschenk sein.
Der Potlatch ist ein zentraler Bestandteil der Nordwestküstenkultur. Das wohl bekannteste Element, das dieser Kultur entstammt, ist der Totempfahl. Die Errichtung eines Totempfahls ist einer von verschiedenen möglichen Anlässen, aus denen heraus der Potlatch gefeiert wurde, häufiger waren jedoch die Geburt oder der Tod von Stammesmitgliedern der Grund für das Fest.
Von 1884 bis in die 1950er Jahre war der Potlatch in Kanada verboten. Seither wird versucht, das ursprüngliche Wesen des Potlatch in zeitgemäßer Form neu zu beleben.

## Das Fest des Schenkens
Der Potlatch ist unter den indianischen Gesellschaften in den Küstenregionen des nordwestlichen Amerika als das „Fest des Schenkens“ bekannt. Zwar war es allgemein üblich, dass auch bei gewöhnlichen Festen der gastgebende Häuptling seine Gäste reichlich bewirtete und freizügig mit Geschenken bedachte, doch war dies seiner in der indianischen Kultur verwurzelten allgemeinen Pflicht als Gastgeber geschuldet und wurde regelmäßig von anderen Häuptlingen und deren Dorfgruppen erwidert. Ein Potlatch hingegen fand nur selten statt und besaß eine tiefgreifende religiöse und rituelle Bedeutung. Viele Häuptlinge hielten in ihrem ganzen Leben nur einen oder zwei ab.
Auch war der Potlatch nicht überall im pazifischen Nordwesten verbreitet. So wurde er bei den Küsten-Salish am Puget Sound in Washington nicht begangen.

## Die rituelle Bedeutung
Um einen Potlatch abzuhalten, bedurfte es eines besonderen Anlasses, denn eine zentrale Bedeutung des Festes lag in der Weitergabe und Inanspruchnahme von innerhalb der Abstammungsgruppe vererbten Häuptlingsnamen, Titeln und Privilegien. Diese mussten vor hochrangigen Gästen bezeugt und durch die Gabe reichhaltiger Geschenke zementiert werden, wobei die Rangfolge und Stellung der zu beschenkenden Gäste genauestens zu beachten war, denn hierdurch wurde auch deren gesellschaftliche und rituelle Stellung anerkannt und gefestigt. Anlass für eine derartige Zeremonie konnte die Geburt des erstgeborenen Sohnes, der Tod eines hochrangigen Verwandten oder die Errichtung eines Totempfahles sein. Je wertvoller und erlesener die hierbei gereichten Gaben ausfielen, desto bedeutender galt in der Folge die Position und Abstammungslinie dessen, der den Potlatch gegeben hatte. In der indianischen Gesellschaft war die Einordnung in die Reihe der Ahnen von wesentlicher Bedeutung, galten diese doch als immer gegenwärtiger Teil der realen Welt. Wenn ein Potlatch also große Ehre errang, dann ehrte dies auch die Vorfahren und trug auf diese Weise dazu bei, die Ordnung und den Bestand der Welt zu sichern.

## Die soziale Bedeutung
Die bei einem Potlatch gereichten Geschenke konnten einen für die Verhältnisse des Gebers und dessen gesellschaftliches Umfeld enormen Wert erreichen.
Es kam vor, dass die Erben eines ranghohen Verstorbenen ihr gesamtes ererbtes Wirtschaftsvermögen im Rahmen eines derartigen Festes hingaben, um ihrem Vorfahren ausreichend zu huldigen, in den Genuss seines Wohlwollens zu gelangen und in der spirituellen wie rituellen Wertschätzung ihrer Zeitgenossen einen ihrer Abstammung entsprechenden Rang einnehmen zu können.
Für das soziale Gleichgewicht der indianischen Gesellschaft hatte dies zur Folge, dass es nur selten zu einer dauerhaften Häufung von Reichtümern in den Händen einzelner Personen oder Familienzweige kommen konnte.

## Das Verbot des Potlatch

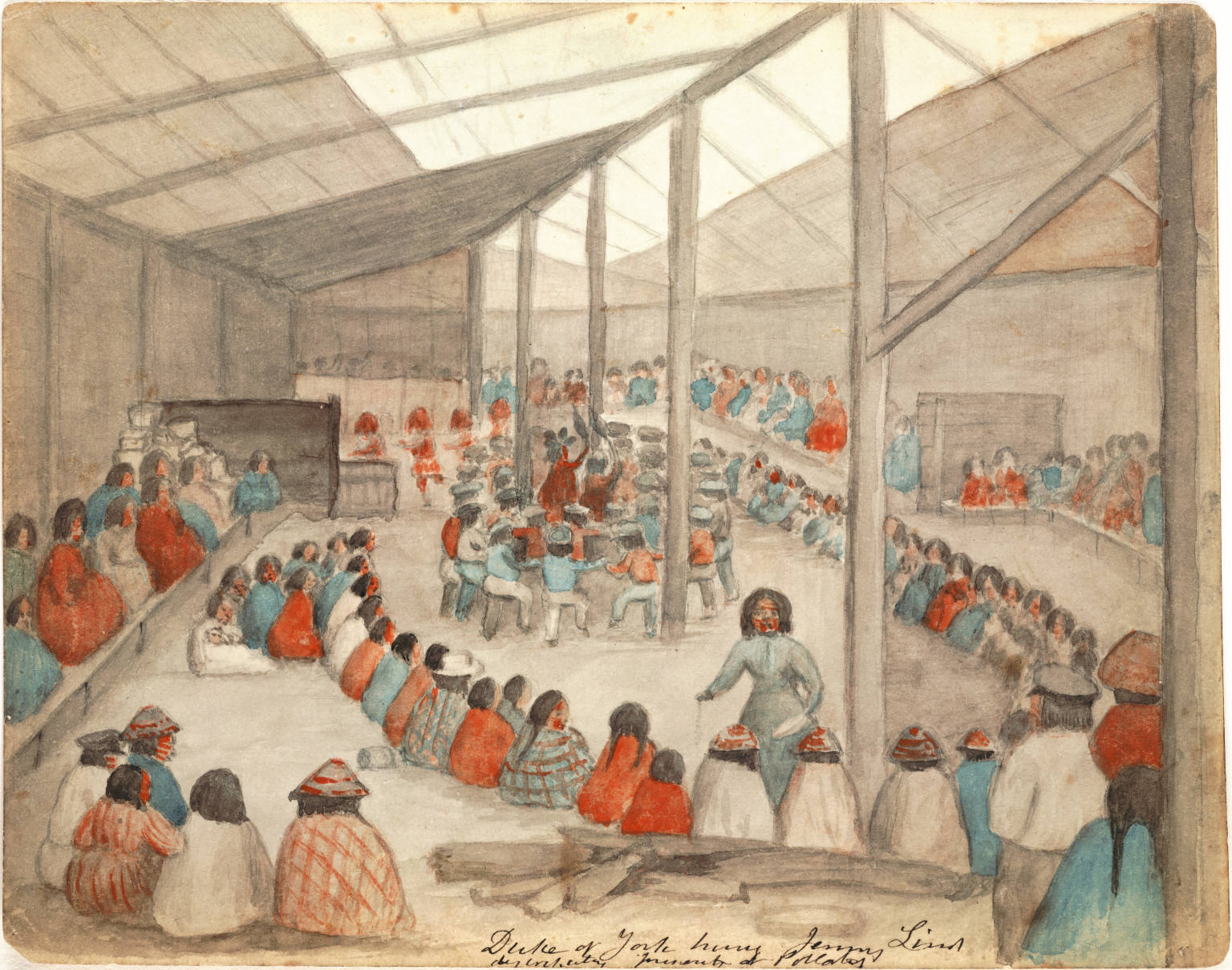
Potlatch der Klallam, Aquarell von James Gilchrist Swan (Mai 1859)

Im Verlauf des 19. Jahrhunderts geriet dieses System durch den Kontakt mit europäischen Händlern und Werten aus den Fugen. Durch den Kontakt mit Europäern und eine aufgrund eingeschleppter Krankheiten erhöhte Sterblichkeit blieben wichtige Positionen in den Gemeinden häufig unbesetzt. Dies führte zu einer Zunahme von Potlatches, mit denen junge Häuptlinge um Anerkennung warben. Die von den europäischen Einwanderern verfügbar gemachten Reichtümer ermöglichten es jungen Häuptlingen zudem, in einen regelrechten Wettbewerb im Abhalten von Potlatches zu treten – ein Ringen, bei dem so mancher der jungen Häuptlinge sich selbst und die ihm anvertraute Stammesgruppe in den Ruin trieb.
Der Potlatch rückte in den Fokus der Assimilierungsbemühungen von Regierungen und Kirche. Der Missionar William Duncan schrieb 1875, der Potlatch sei „bei weitem das größte aller Hindernisse auf dem Weg der Indianer zu Christen, oder überhaupt zivilisiertem Verhalten“.
In Kanada wurde der Potlatch im Jahr 1884 durch eine Änderung des Indian Act verboten, wenig später auch in den USA. Das Verbot wurde vor allem auf Drängen von Missionaren und Regierungsmitarbeitern erlassen, die Potlatches als verschwenderisch, unproduktiv und als Gegensatz zu zivilisierten Werten ansahen.
Selbst die Beamten, die mit der Durchsetzung betraut waren, empfanden das Gesetz aber oft als zu hart und vollzogen es häufig nicht. Sie gingen davon aus, dass der Potlatch von selbst verschwinden werde, sobald eine jüngere, gebildete und „weiter entwickelte“ Generation heranwachsen werde. Es gibt zudem Berichte darüber, dass das Verbot von einigen Gemeinden umgangen wurde, indem sie den Potlatch um Weihnachten feierten und damit tarnten.
Das Verbot galt bis in die 1950er Jahre. In Kanada wurde der entsprechende Paragraph, der die Veranstaltung von Potlatches verbot, 1951 aus dem Indian Act gestrichen und damit das Abhalten von Potlatches entkriminalisiert. Die öffentliche Einweihung des von dem Kwakwaka'wakw-Künstler Mungo Martin geschaffenen Wawadit'la im Thunderbird-Park des Royal British Columbia Museums war 1953, nach 70 Jahren, die erste legale öffentliche Potlatch-Zeremonie in British Columbia. Seither wird versucht, das ursprüngliche Wesen des Potlach in zeitgemäßer Form neu zu beleben.